# Габбинс, Колин
Сэр Колин Маквин Габбинс (англ. Colin McVean Gubbins; 2 июля 1896, Токио или Токио — 11 февраля 1976, Сторновей) — британский генерал-майор, сооснователь Управления специальных операций (SOE) во время Второй мировой войны.
Габбинс также отвечал за создание секретных вспомогательных подразделений — сил коммандос, созданных на основе Внутренней гвардии, которые должны были действовать на флангах и в тылу немецких войск в случае вторжения в Великобританию во время операции «Морской лев», запланированной Германией.

## Биография
Габбинс родился в Японии 2 июля 1896 года, был младшим сыном и третьим ребенком Джона Харингтона Габбинса (1852—1929), секретаря британского посольства. В переписи 1901 года он значится живущим со своими бабушкой и дедушкой, Колином Александром Маквином и четырьмя братьями и сестрами в Киллимор-Хаус на острове Малл. Получил образование в Челтенхемском колледже и Королевской военной академии в Вулвиче, которую окончил 56-м из 70 кадетов.

### Первая мировая война
В 1914 году Габбинс был зачислен в Королевскую полевую артиллерию. В начале войны он посетил Гейдельберг, чтобы улучшить свои знания немецкого языка, и был вынужден совершить опасное путешествие обратно в Великобританию через Бельгию, прибыв в Дувр за день до вступления Великобритании в войну. Габбинс служил офицером артиллерийской батареи на Западном фронте — сначала в 126-й батарее в составе 3-го корпуса британской армии. Впервые он принял участие в боях 22 мая 1915 года во Второй битве при Ипре, а 9 июня был произведен в лейтенанты.
В июле 1916 года участвовал в битве на Сомме и получил Военный крест. В сентябре 1916 года, в «The London Gazette», была опубликована следующая формулировка:
За выдающуюся галантность. Когда одно из его орудий и его отделение были подорваны тяжёлым снарядом, он организовал спасательную группу и лично помогал откапывать раненых, в то время как вокруг падали снаряды.
7 октября был ранен в шею выстрелом, но полностью выздоровел. Весной 1917 года Габбинс участвовал в битве при Аррасе, а зимой пострадал от действия иприта. В начале 1918 года Габбинс был произведён в капитаны и принял участие в битве при Сен-Квентине. Вскоре после этого он был эвакуирован с фронта с окопной лихорадкой (17 апреля 1918 года).

### Межвоенный период
В 1919 году служил в штабе генерала сэра Эдмунда Айронсайда в Северной «российской» кампании, служа в качестве его помощника в Мурманске с 13 апреля по 27 сентября 1919 года.
2 декабря 1919 года Габбинс был направлен в 47-ю батарею 5-й дивизии в Килдэре во время Войны за независимость Ирландии. Служил в качестве офицера военной разведки, а в 1920 году прошёл трёхдневные курсы по партизанской войне, организованные штабом 5-й дивизии. Свою службу в этом конфликте Габбинс охарактеризовал так: «По мне стреляли из-за изгороди люди в трильби и макинтошах, и не разрешали стрелять в ответ».
Получив звание бригадного майора, после окончания войны в соответствии с англо-ирландским договором Габбинс предоставил 18-фунтовые артиллерийские орудия Временному правительству Ирландии. Ирландская армия использовала эти артиллерийские орудия в атаке на удерживаемые ИРА «Четыре суда», что положило начало битве за Дублин и Ирландской гражданской войне. В августе 1922 года Габбинс неохотно предоставил орудийный лафет и шесть черных лошадей для военных похорон своего бывшего врага — бывшего директора разведки и главнокомандующего Ирландской армии Майкла Коллинза, который попал в засаду и был ранен в голову боевиками антиирландской ИРА. Однако, по словам Стивена Доррила, в последние годы жизни Габбинс часто выражал восхищение Майклом Коллинзом, которого он считал «партизаном высочайшего класса». В конце концов, в октябре того же года он был отправлен обратно в Англию.
Опыт участия в Гражданской войне в России и Войне за независимость Ирландии стимулировал его пожизненный интерес к иррегулярным войнам. Одним из уроков, извлечённых из последней войны, была важность захваченных вражеских документов, которые обеспечили силы безопасности множеством бесценных разведданных об ИРА. При последующем создании Управления специальных операций одним из ключевых элементов безопасности было «Как можно меньше писать. Запоминайте, если можете. Если вы должны носить документы, выбирайте то, что должны носить. Сжигайте весь секретный мусор и углерод».
После периода работы в службе разведки в Индии, в 1928 году Габбинс окончил Штабной колледж в Кветте, а в 1931 году был назначен в русский отдел Военного министерства. Получив звание бревет-майора, в 1935 году перешёл в МТ1, директивное отделение Управления военной подготовки.
В октябре 1938 года, после Мюнхенского соглашения, был направлен в Судетскую область в качестве военного члена Международной комиссии. Получив звание подполковника, он в апреле 1939 года перешёл на службу в GS(R) — позднее ставшее MI(R) — и стал одним из авторов учебных пособий по тактике иррегулярной войны для движений сопротивления, которые впоследствии были переброшены в оккупированную Европу. Также посетил Варшаву, чтобы обсудить с польским генеральным штабом вопросы саботажа и диверсий.

### Вторая мировая война
Когда в августе 1939 года британские войска были мобилизованы, Габбинс был назначен начальником штаба военной миссии в Польше, возглавляемой Адрианом Картоном де Виаром. Габбинс и часть контингента отдела MI(R) прибыли в Варшаву 3 сентября, через несколько часов после объявления войны Великобританией, но уже через несколько дней миссия была вынуждена из-за быстро ухудшающейся ситуации оставить Варшаву. В конце сентября они переправились в Румынию. Габбинс и Картон де Виар были одними из первых, кто сообщил об эффективности немецкой танковой тактики.
В октябре 1939 года, после возвращения в Британию, Габбинс был направлен в Париж в качестве главы военной миссии для чешских и польских войск под французским командованием. В марте 1940 года он был вызван из Франции для создания Независимых рот, предшественников британских коммандос, которыми он впоследствии командовал в нескольких операциях в Нордланде во время Норвежской кампании (9 апреля — 10 июня 1940 года). Хотя в некоторых кругах его критиковали за то, что он требовал слишком многого от неопытных солдат, он оказался смелым и находчивым командиром. Во время операции вокруг Бодё он принял на себя командование 24-й (гвардейской) бригадой и был безжалостен, уволив командира гвардейского батальона, у которого, очевидно, сдали нервы. За свои заслуги в этой кампании Габбинс был награжден орденом «За выдающиеся заслуги».

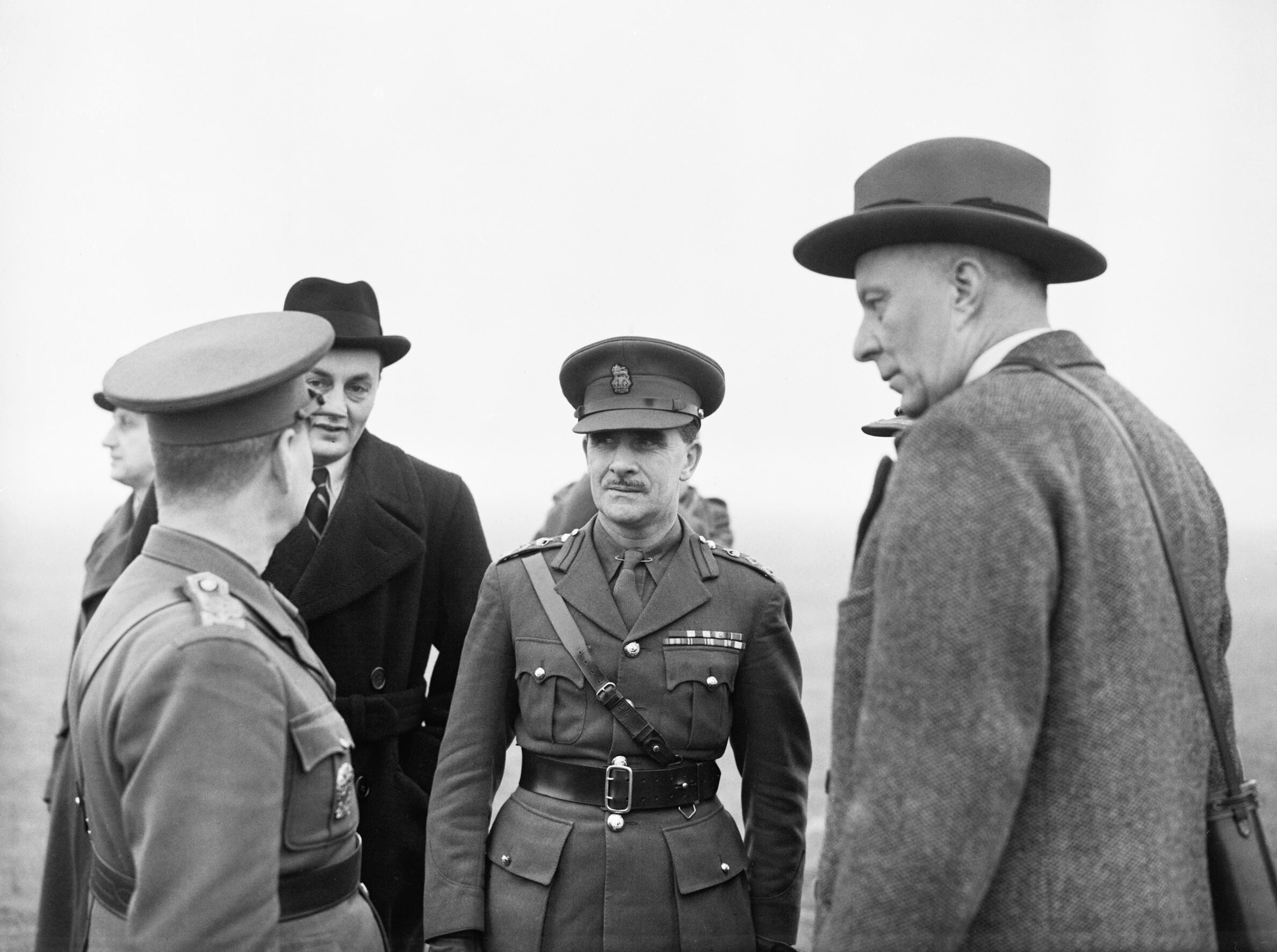
Хью Далтон (справа), министр экономической войны, и Колин Габбинс, начальник Управления специальных операций, беседуют с чешским офицером во время посещения чешских войск близ Лемингтон Спа, Уорикшир

Хотя генерал-лейтенант Клод Ошинлек, командующий всеми войсками в Норвежской кампании, рекомендовал его на должность командира дивизии, по возвращении в Британию он все же восстановился в отделе MI(R) и получил указание от Генерального штаба внутренних войск сформировать секретные вспомогательные подразделения — отряд коммандос на основе гвардейцев внутренних войск вместе с диверсионными группами регулярной армии — для действий на флангах и в тылу немецких войск в случае вторжения в Британию.
В ноябре 1940 года Габбинс стал исполняющим обязанности бригадного генерала и, по просьбе Хью Далтона, министра экономической войны, был прикомандирован к Управлению специальных операций (SOE), которое было недавно создано для «координации всех действий путем саботажа и диверсий против врага за границей». Помимо поддержания существующих связей с поляками и чехами, перед Габбинсом были поставлены три задачи: создать учебные центры, разработать оперативные процедуры, приемлемые для Адмиралтейства и Министерства авиации, и установить тесные рабочие отношения с Объединенным штабом планирования.
Несмотря на многочисленные разочарования и неудачи, в основном из-за нехватки самолетов, он упорно занимался подготовкой организаторов и отправкой их на места. Первый полёт связного в Польшу состоялся в феврале 1941 года, а в 1942 и 1943 годах европейские движения сопротивления при поддержке SOE добились заметных успехов, включая налёт на завод по производству тяжёлой воды в Норвегии. Габбинс также отвечал за создание так называемого «Шетландского автобуса» — регулярного сообщения между Шетландскими островами и Норвегией, благодаря которому к весне 1942 года в страну проникло почти 100 диверсантов и 150 тонн взрывчатки.
В сентябре 1943 года Ближневосточный штаб, Министерство иностранных дел и Объединённый разведывательный комитет попытались лишить SOE автономии. Несмотря на твердую поддержку преемника Далтона, лорда Селборна, в результате modus vivendi полевые операции SOE были переданы под руководство командующих театрами военных действий. Сэр Чарльз Хамбро, исполнительный глава SOE, в знак протеста подал в отставку. На его место был назначен Габбинс. Тем не менее положение SOE оставалось шатким, и в январе 1944 года была предпринята ещё одна попытка расформировать SOE, после того как стало известно, что в операции SOE в Нидерландах проникла нацистская разведка.
Как глава SOE, Габбинс координировал деятельность движений сопротивления по всему миру. Габбинс проводил консультации на самом высоком уровне с Министерством иностранных дел, начальниками штабов, представителями организаций сопротивления, правительств в изгнании и других союзных агентств, включая, в частности, Управление стратегических служб США (OSS). Оказалось, что организованное сопротивление было более эффективным, чем ожидал Уайтхолл; на северо-западе Европы, где деятельность SOE находилась под личным контролем Габбинса, генерал Дуайт Эйзенхауэр позже подсчитал, что вклад одного только французского Сопротивления стоил шести дивизий.

### Дальнейшая жизнь
Когда в 1946 году SOE была закрыта, военное министерство не смогло предложить Габбинсу подходящей должности, и, выйдя в отставку, он стал управляющим директором компании по производству ковров и текстиля. Он поддерживал связь с людьми во многих странах, которые помогал освобождать, и был приглашён принцем Нидерландов Бернардом в Бильдербергскую группу. Он также поддерживал Клуб сил специального назначения, одним из основателей которого он был.

### Личная жизнь
С 22 октября 1919 года Габбинс был женат на Норе Крейн (р. 1894). У супругов было двое сыновей, старший, Майкл, служил в SOE и был убит в Анцио в 1944 году. В 1944 году супруги развелись, и 25 сентября 1950 года он женился на уроженке Норвегии Анне Элизе Трейдин, урожденной Йенсен (1914—2007). Его племянницей была журналистка и писательница Уна-Мэри Паркер.
Габбинс провёл последние годы жизни в своем доме на Гебридских островах, на острове Харрис. Увлекался стрельбой и рыбалкой. В 1976 году был назначен заместителем лейтенанта в районе островов Вестерн-Айлс. 11 февраля 1976 года Габбинс умер в Сторноуэе на Гебридских островах.

## Отзывы
Его звездным криптографом в SOE был Лео Маркс, чья книга «Между шелком и цианидом» (1998) содержит подробный портрет Габбинса и его деятельности. В одном месте (стр. 222) Маркс так описывает Габбинса:
Томми [ближайший друг Маркса] описал его как "настоящего шотландского крутого парня, чертовски гениального, который должен стать следующим командиром", он был достаточно низкого роста, чтобы я почувствовал себя средним, с усами, которые были такими же подстриженными, как и у него, и глазами, которые не отражали его душу или другие подобные мелочи. В глазах генерала отражались скрещенные мечи на его плечах, предупреждающие всех желающих не скрещивать их с ним. Для меня было шоком осознать, что они направлены на меня.
В книге «Виртуальная история» (1997) Эндрю Робертс и Нил Фергюсон называют Габбинса «одним из невоспетых героев войны».
Очень подробный рассказ о военной карьере Габбинса есть в книге Джайлса Милтона «Министерство неджентльменской войны Черчилля» (2016).